# Telly Leung
Telly Leung (New York, 3 gennaio 1980) è un attore e cantante statunitense, noto soprattutto per aver interpretato Wes in Glee.

## Carriera
Dopo aver studiato alla prestigiosa Università Carnegie Mellon, Leung debuttò a Broadway nel 2002, con il musical Flower Drum Song con Lea Salonga. Nel 2004 torna a Broadway con il revival del musical di Stephen Sondheim Pacific Overtures e poi si unisce al tour statunitense di Wicked nel ruolo di Boq. 
Nel 2008 torna a Broadway per interpretare Steve nel cast finale del musical Premio Pulitzer Rent. Nel 2010 recita nuovamente in Rent, in una versione concertistica diretta da Neil Patrick Harris ed interpretata da Aaron Tveit, Nicole Scherzinger e Vanessa Hudgens. Nel 2011 è nuovamente a Broadway con il revival del musical di Stephen Schwartz Godspell con Hunter Parrish e nel 2016 recita nuovamente con Lea Salonga nel musical Allegiance, di George Takei. Nel 2017 è il protagonista del musical Aladdin a Broadway.
È omosessuale dichiarato e sposato con James Babcock dal dicembre 2016.

## Filmografia

### Cinema
- Rent: Filmed Live on Broadway, regia di Michael John Warren (2008)

### Televisione
- Law & Order: Criminal Intent – serie TV, episodio 6x22 (2007)
- Glee – serie TV, 7 episodi (2010-2011)
- Deadbeat - serie TV, episodio 1x02 (2014)
- Odd Mom Out – serie TV, episodio 2x01 (2016)
- Instinct – serie TV, episodio 1x10 (2018)
- New Amsterdam – serie TV, episodio 3x05 (2021)
- Warrior – serie TV, 6 episodi (2023)
- Grey's Anatomy - serie TV, episodio 21x10 (2025)

## Doppiatori italiani
Nelle versioni in italiano delle opere in cui ha recitato, Telly Leung è stato doppiato da:
- Fabrizio Bucci in Grey's Anatomy